# Pecíol
|  | Per a altres significats, vegeu «Pecíol (insectes)». |

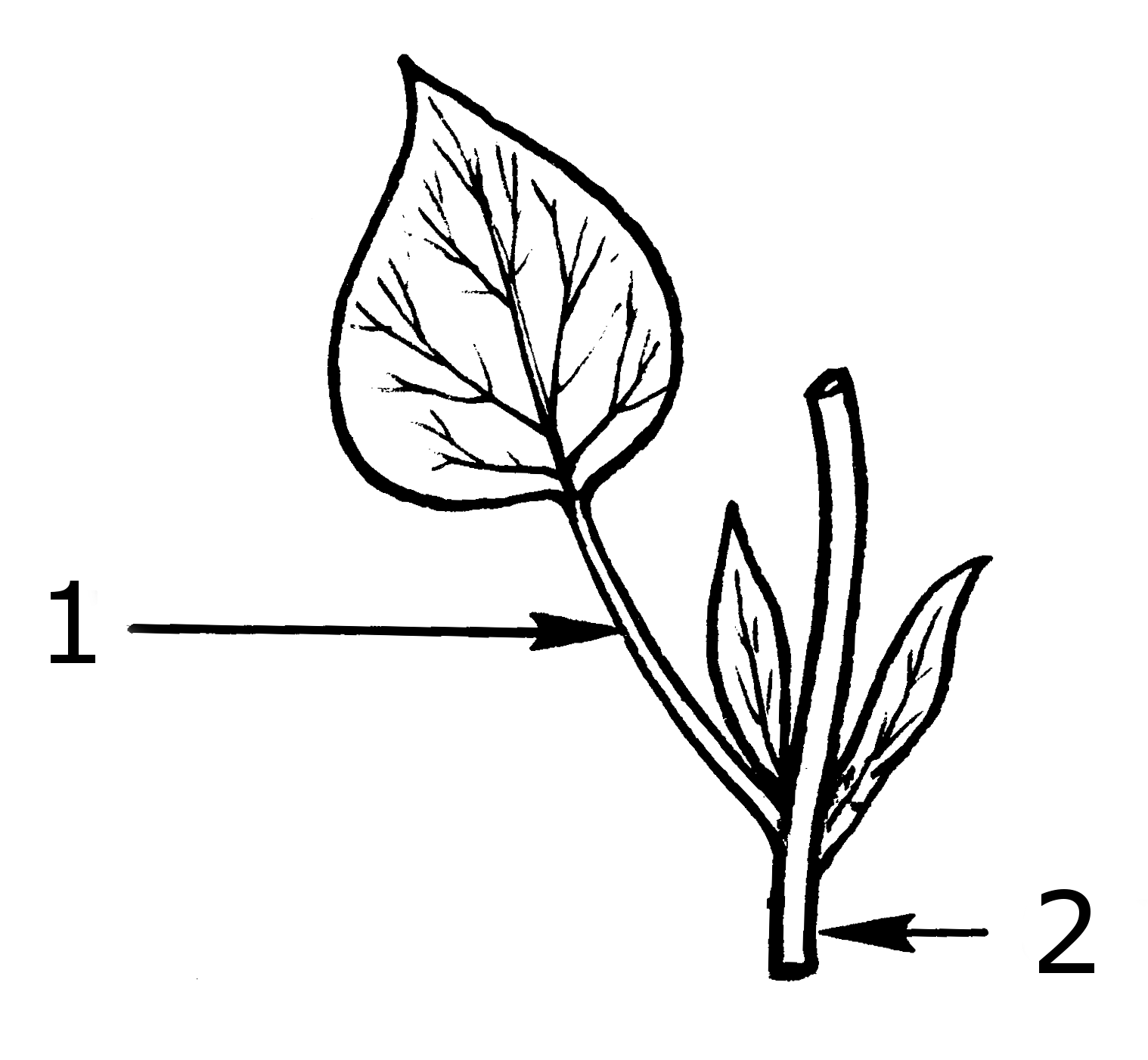
1. Pecíol
2.Tija

El pecíol, dit popularment capoll, galet o polzim en botànica és la cueta que uneix la làmina o limbe d'una fulla amb la tija. És absent a les fulles sèssils. Els pecíols poden tenir un apèndix laminar, que apareix a banda i banda del punt d'inserció de la fulla, anomenat cadascun d'ells estípula. Les fulles que contenen pecíol se les anomena peciolades. La paraula prové del llatí vulgar pecciolus, diminutiu de pes, pedis (peu), tronc d'una planta.
Els pecíols poden ser acanalats o no i de diferents gruixos, colors i formes i poden servir per caracteritzar una espècie o una varietat. Generalment és mes o menys cilíndric, però hi ha fulles que el tenen comprimit, de manera que perd la rigidesa com als trèmols i certs pollancres. La base acostuma a estar una mica dilatada. En cítrics és alat.
La morfogènesi del pecíol prové del teixit embrionari anomenat hipocòtil que un cop allargat sorgeix el cotilèdon i el meristema apical. Les cèl·lules externes es converteixen en una capa epidèrmica i algunes de les cèl·lules interiors es converteixen en col·lènquimes que sostenen el recent format pecíol.
Les funcions bàsiques del pecíol són: el manteniment estructural, l'engruiximent i elongació i el transport de fluids entre la tija i el limbe de la fulla.

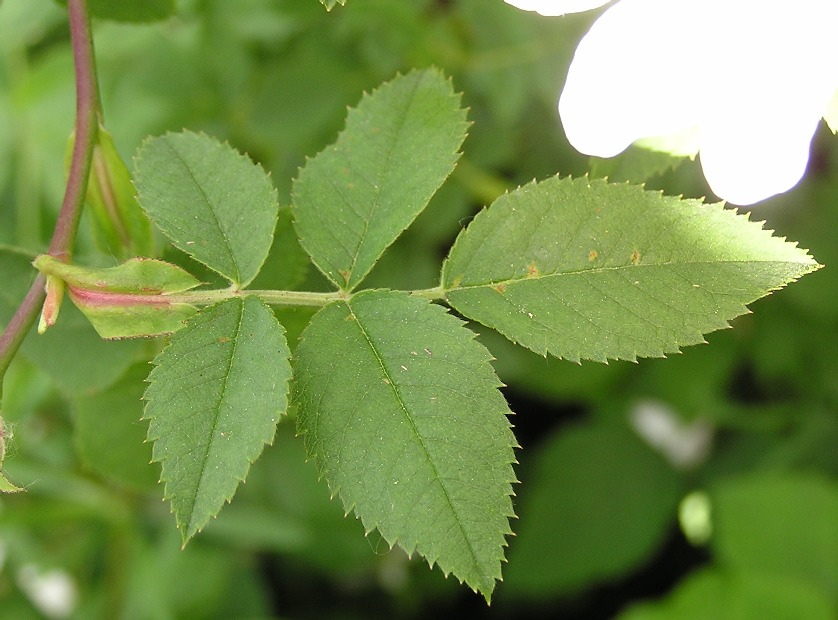
Fulla de Rosa canina, s'aprecia el pecíol i dues estípules
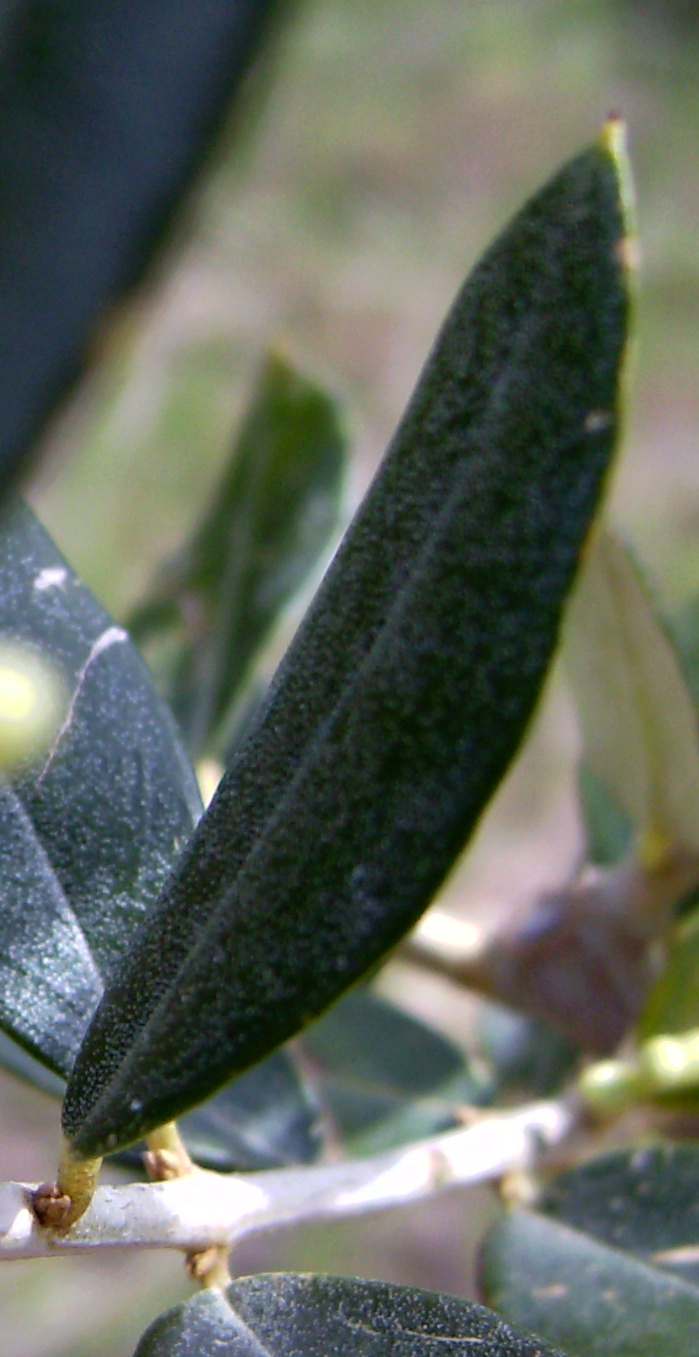
El pecíol curt de les fulles d'olivera
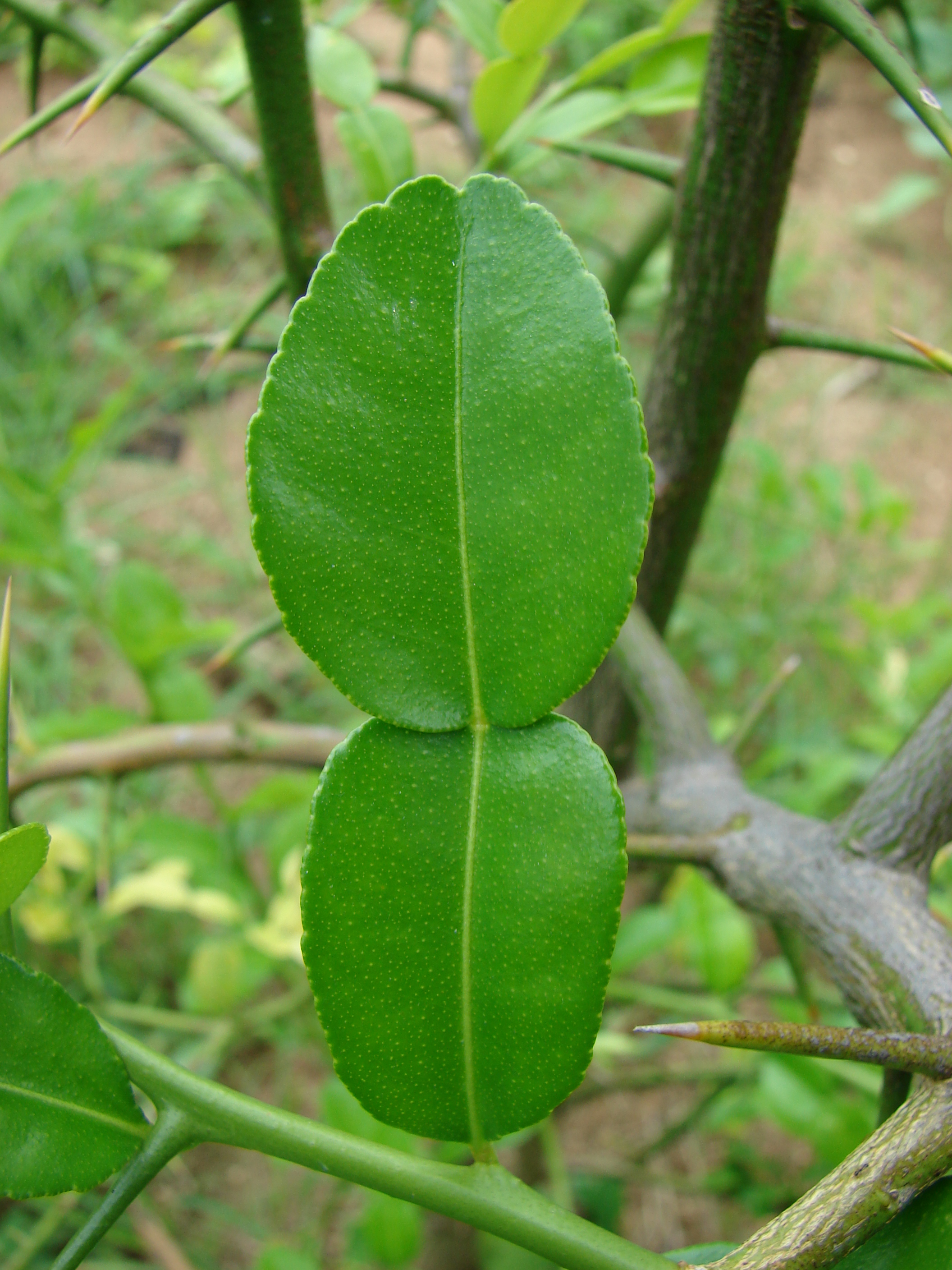
Fulla i pecíol alat de Citrus hystrix
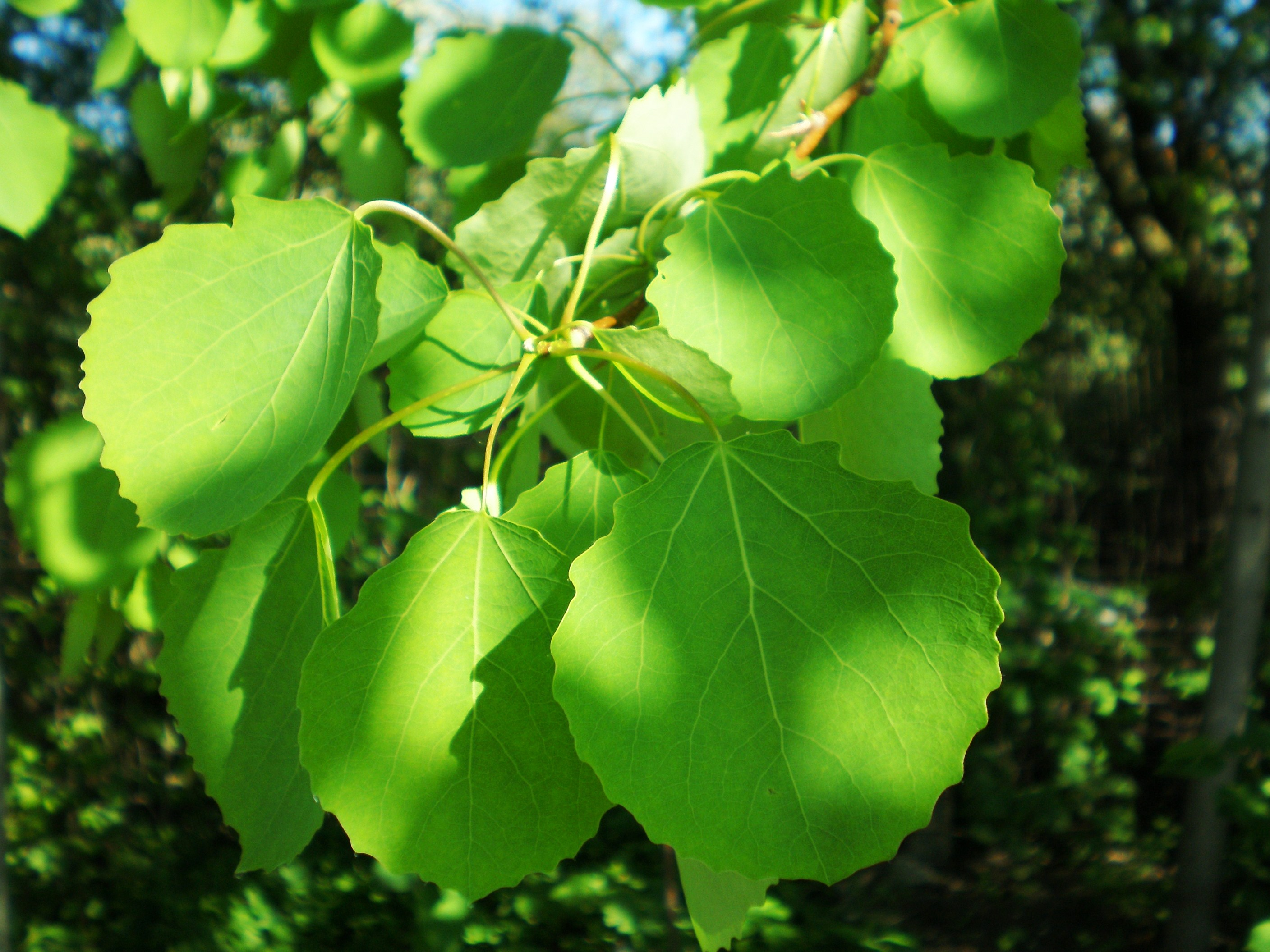
Fulles i pecíols de trèmol